# Portoryko na Mistrzostwach Świata w Lekkoatletyce 2011
Portoryko na Mistrzostwach Świata w Lekkoatletyce 2011 było reprezentowane przez 8 zawodników.

## Wyniki reprezentantów Portoryko

### Mężczyźni

#### Konkurencje biegowe
| Konkurencja        | Zawodnik                                                   | Eliminacje | Eliminacje | Półfinał   | Półfinał | Finał    | Finał   |
| Konkurencja        | Zawodnik                                                   | Rezultat   | Pozycja    | Rezultat   | Pozycja  | Rezultat | Pozycja |
| ------------------ | ---------------------------------------------------------- | ---------- | ---------- | ---------- | -------- | -------- | ------- |
| 110 m przez płotki | Héctor Cotto                                               | 13.60      | 20.        |            |          |          |         |
| 400 m przez płotki | Javier Culson                                              | 48.95      | 9. Q       | 48.52      | 1. Q     | 48.44    | 2.      |
| 400 m przez płotki | Jamele Mason                                               | 49.98      | 25.        |            |          |          |         |
| 4x100 m            | Marcos Amalbert Carlos Rodríguez Sean Holston Miguel López |            |            | 39.04 (NR) | 14.      |          |         |

### Kobiety

#### Konkurencje biegowe
| Konkurencja           | Zawodnik      | Półfinał | Półfinał | Finał    | Finał   |
| Konkurencja           | Zawodnik      | Rezultat | Pozycja  | Rezultat | Pozycja |
| --------------------- | ------------- | -------- | -------- | -------- | ------- |
| 3000 m z przeszkodami | Beverly Ramos | 9:45.50  | 17.      |          |         |